# ボディアタック
ボディアタック（英語: BODYATTACK™）は、レスミルズプログラムの一種で、エアロビクスに類似する有酸素運動を主体としたフィットネスプログラムである。

## 概要
レスミルズプログラムは、ニュージーランドに本社を置く、「Les Mills International」が考案し、世界中に発信しているフィットネスプログラムである。
日本では長らくコナミスポーツクラブが総代理店であったが、2016年8月をもって代理店契約を解消し、同年9月1日よりレスミルズが独自で展開する体制に移行となった。

## 特徴
冒頭にも記したように、エアロビクスに非常によく似ているフィットネスプログラムである。

ボディアタック未経験者がスタジオの外からレッスン風景を眺めた場合、その人がエアロビクスの熟練者であっても見分けがつかないことがある。
レスミルズプログラム中でもボディステップと並んで最も運動強度が高い種目の一つ。
以下は主なエアロビクスとの相違点。
| 項目                 | ボディアタック                                                     | エアロビクス                                             |
| -------------------- | ------------------------------------------------------------------ | -------------------------------------------------------- |
| 曲                   | ノンストップが一般的。インストラクターにより、曲をとめる場合がある | インストラクターの指導よる。ノンストップに近いものもある |
| 動き                 | 比較的シンプル                                                     | 初心者向けはシンプル。中上級者向けは高難度               |
| 運動強度（瞬間強度） | 高い                                                               | 初心者向けは低い。中上級者向けは高い                     |
| 運動量               | 極めて高い                                                         | 初心者向けは低い。中上級者向けは高い                     |
| 運動難易度           | エアロビクスの初中級水準                                           | 初心者向けは低い。上級者向けは高い                       |
| 振り付け             | 世界中同じ                                                         | 各インストラクター独自                                   |

以上の様に、振り付け等の運動難易度は比較的低いが、運動強度や運動量は極めて高い。
運動強度や運動量の点については、ボディアタックではイージーオプションという抑えた動きが設定されており、初心者に推奨されるとともに、参加者のコンディションに応じて選択できる仕組みとなっている。ただし、イージーオプションをインストラクターが積極的に多用することは殆どなく、初心者は選択しづらい。実際は熟練者が自分のコンディショニングに応じて選択し、運動強度や運動量を調整することに使われることが多い。

## 所要時間と構成

### ボディアタックテック（15分〜20分）
初心者が怪我をしないようにするため、また正しい姿勢で運動を行うことで、運動効果を高めるために実施される。
ここで、ニーリフト・スーパーマン・キックなどを習う。動作が難しい場合は、イージーオプションもある。

### ボディアタックショートまたはボディアタック30（30分）
ボディアタックを始めて日が浅い初心者・初級者向けのプログラムであり、マスタークラスから6曲が抽出されて行われる。
ただし、アタック自体の基本強度がかなり高いため、ショートでも負荷は大きい。

### ボディアタック45（45分）
マスタークラスから、インターバルトラック・パワートラックのどちらかとコアコンディショニングを除いた9曲で行われる。
ショートクラスがない場合や、時間的都合でショートクラスに参加できない初心者はこのクラスから受けることが多いが、マスタークラスに近い強度があり、2番目のピークから直にクールダウンに移る等の負荷が大きい。

### ボディアタックまたはボディアタックマスター（60分）
ボディアタックプログラムのすべての曲を行うクラス。
全身持久力・心肺機能がその人の持つ限界まで鍛え上げられる。レズミルズグリットが登場するまでは、レスミルズプログラムの中で最も高い強度であった。もし運動経験がほとんど無い初心者がいきなりマスタークラスに参加すると、非常につらいことになる為、できるかぎりショートクラスから参加する等の工夫が必要とされる。

### フォーマット（BA87～）
ボディアタック87（2014Q4）以降のフォーマットとトレーニング内容については次の通り。
| トラック順                   | ボディアタック30 | ボディアタック45 | ボディアタックマスター | 主な内容 |
| ---------------------------- | ---------------- | ---------------- | ---------------------- | --- |
| 1 ウォーミングアップ         | ●                | ●                | ●                      | 全身の筋肉を暖める |
| 2 ミックスインパクト         | ●                | ●                | ●                      | 軽く走る |
| 3 エアロビック               | ×                | ×                | ●                      | 心拍数を上げる |
| 4 プライオメトリック         | ●                | ●                | ●                      | ピーク1。プライオメトリックな動きにより負荷を加える                                                                                            |
| 5 アスレティックストレングス | ×                | ●                | ●                      | 上半身と下半身を強化（シングルスクワット、スクワットコンビネーション、プッシュアップ＆ジャンプフィート、トライセプス・チェストプッシュアップ） |
| 6 ランニング                 | ×                | ●                | ●                      | 輪になって走る動作を中心に心拍数を維持する |
| 7 アジリティ                 | ●                | ●                | ●                      | 2グループに分かれて素早い反応とバランストレーニングを行う                                                                                      |
| 8 インターバル               | ×                | ×                | ●                      | ハイキックを加えて心拍数を上げる |
| 9 パワー                     | ●                | ●                | ●                      | ピーク2。インターバルの動きに筋肉の大きな動きを取り入れる                                                                                      |
| 10 コア                      | ×                | ●                | ●                      | コアの安定性向上・筋力強化（前面・背面・側面の360度から負荷をかける）                                                                          |
| 11 クールダウン              | ×                | ×                | ●                      | クールダウン |
| 12 アスレチックショート      | ●                |                  |                        | アスレチック・ストレングス(ショート) |

- 使用楽曲については：レスミルズプログラム曲リストを参照
- コリオは「Les Mills International」によって四半期ごとに更新される
- 日本ではBA34～（BA35、36除く）が導入されている。ただし、2004年BTSJツアー・2009年レスミルズツアーで、日本未公開曲によるクラスが実施されたことがある。またボディパンプのインストラクター用ビデオで狩俣MTによるBA33の曲が紹介されている。
- 現在は11トラックにより構成されているが、BA45以前のフォーマットもしくはBA87以前のフォーマットでの第10トラック（ローワーボディ・コアコンディショニング）が2曲で構成されることが多い為、いまだ12曲と表現するインストラクターも多い。
- ボディアタックのリリース済みナンバーは、2014年12月現在ではボディアタック87。
- 2014年第4四半期リリースより本構成に変更。旧構成からの具体的変更点としては、T5アッパーボディコンディショニングに、T10からローワーボディコンディショニング部のみ移行・統合されアスレティックスストレングスとなる。T10はローワーボディが抜け、コアコンディショニングのみとなり「コア」とトラック名称変更となる。

＜アスレティックスストレングスへの変更理由＞
･疲労がたまる前にトレーニングをすることで、下半身・上半身ともに効果的である。
･筋肉の安定性をリセットし、2つ目のカーディオブロックに入ることができる。
移行のリリースに置いても本構成でのレッスン運営となるが、「アスレティックスストレングス」と「コア」はBA87以降のみしか存在しないため、BA87以前の曲でのMIXを行う場合も、必ずBA87以降のT5、T10を含める事とする。（※86以前の「アッパーボディコンディショニングトラック」「ロ-ワーボディコンディショニングトラック」「コアコンディショニングトラック」　の使用は不可。BA88がリリースされる2014年第4四半期～2015年第1四半期間のT5、T10は必ずBA87となる）

### 曲構成（BA46～86）
ボディアタック46（日本導入は2004年9月）以降の曲目構成とトレーニング内容については次の通り。
| 曲の順番                                  | ボディアタック30 | ボディアタック45 | ボディアタックマスター | 主な内容                                                  |
| ----------------------------------------- | ---------------- | ---------------- | ---------------------- | --------------------------------------------------------- |
| 1 ウォーミングアップ                      | ●                | ●                | ●                      | 全身の筋肉を暖める                                        |
| 2 ミックスインパクト                      | ●                | ●                | ●                      | 軽く走る                                                  |
| 3 エアロビック                            | ●                | ●                | ●                      | 心拍数を上げる                                            |
| 4 プライオメトリック                      | ×                | ●                | ●                      | ピーク1。3曲目に筋肉の瞬発的な動きを加える                |
| 5 アッパーボディコンディショニング        | ×                | ●                | ●                      | プッシュアップ（＝腕立て伏せ）                            |
| 6 ランニング                              | ×                | ●                | ●                      | 輪になって走る動作を中心に心拍数を維持する                |
| 7 アジリティ                              | ●                | ●                | ●                      | 2グループに分かれてプライオメトリックの動きを行う         |
| 8 インターバル                            | △                | △                | ●                      | ハイキックを加えて心拍数を上げる                          |
| 9 パワー                                  | △                | △                | ●                      | ピーク2。インターバルの動きに筋肉の大きな動きを取り入れる |
| 10 ローワーボディ・コアコンディショニング | ×                | ×                | ●                      | 腹筋・下半身・コアマッスル筋力トレーニング                |
| 11 クールダウン                           | ●                | ●                | ●                      | クールダウン                                              |

BA45以前の構成は以下の通りで、ピークは3回存在した。BA43以前は名称が異なっていた。
- 01.ウォームアップ（BA43～はウォーミングアップ）
- 02.ウォームアップ2（BA43～はミックスインパクト）
- 03.カーディオ（BA43～はエアロビック）
- 04.プッシュアップ／コア　スタビライゼーション（BA43～はアッパーボディコンディショニング）
- 05.サークル　カーディオ（BA43～はランニング）
- 06.スプリット　ルーム　カーディオ（BA43～はプライオメトリック）
- 07.ピーク　カーディオ　ウィズ　レッグキックス（BA43～はインターバル）
- 08.スクワット　リカバリー（BA43～はローワーボディ・コアコンディショニングの前半）
- 09.カーディオ（BA43～はアジリティ）
- 10.ピーク　カーディオ　ウィズ　レッグキックス（BA43～はパワー）
- 11.アブドミナルズ（BA43～はコアコンディショニング、現在のローワーボディ・コアコンディショニングの後半）
- 12.クールダウン（BA43～はクールダウン）